# Subjecte el·líptic
El subjecte el·líptic es refereix a la situació que es presenta en oracions sense subjecte explícit, en les quals no existeix cap nom o pronom que sigui identificable amb el seu subjecte lògic. Aquest tipus de subjectes no apareixen explícitament a les oracions, malgrat que sovint és referencialment o pragmàticament inferible.
En aquests casos, malgrat no tenir subjecte explícit present hi ha arguments per a sostenir que la posició sintàctica de subjecte existeix, encara que cap element realitzat fonèticament hi estigui present. El subjecte omès seria per tant una construcció el·líptica de subjecte. Un exemple d'aquest tipus d'oracions és:
Haig de pagar-la?, on el subjecte implícit seria "jo".
T'estic fent una promoció?, el subjecte el·líptic seria "jo".

## Llengües amb conjugació sense pronoms
Una llengua amb conjugació sense pronoms no requereix necessàriament l'aparició d'un subjecte sintàctic explícit com el català, castellà, el llatí o l'àrab. De vegades s'utilitza la terminologia anglocèntrica pronoun dropping o abreujat pro drop (= que treu o omet pronoms). No és pas que s'ha deixat caure o omés un pronom que hi era abans, però sí que les terminacions del verb són prou clares i no necessiten pronom per identificar el subjecte. En canvi la conjugació del francès, l'anglès o el xinès requereixen obligatòriament o bé un sintagma nominal amb subjecte o bé un pronom personal fort en posició de subjecte.